# Temple de Khonsu
El Temple de Khonsu és un antic temple situat dins del gran Recinte d'Amon-Ra del Temple de Karnak, a Luxor, Egipte.

## Història
És un exemple d'un temple quasi complet del Regne Nou, i el va construir Ramsés III damunt d'un temple anterior. La porta d'entrada d'aquest temple és al final de l'avinguda de les esfinxs que arribava fins al Temple de Luxor. Durant la Dinastia ptolemaica, Ptolemeu III Evèrgetes I va construir una gran porta d'entrada i un mur de tancament per al temple; ara només en resta la porta d'enllaç. Les inscripcions a l'esplanada del temple es van fer en l'època d'Herihor.(1)

## Renovació
La sala hipòstila l'aixecà Nectabeu I i no és gaire gran; a dins, es van trobar dos papions que semblen haver estat tallats en l'època de Seti I. Degueren pertànyer a l'edifici anterior.
S'hi poden veure molts blocs amb decoracions invertides i inigualables, que mostren la reconstrucció i reutilització de material dels conjunts de temples circumdants, sobretot en l'època ptolemaica.
Del 2006 al 2018, el Centre de Recerca Estatunidenca a Egipte va fer-ne treballs de conservació.

## Galeria d'imatges

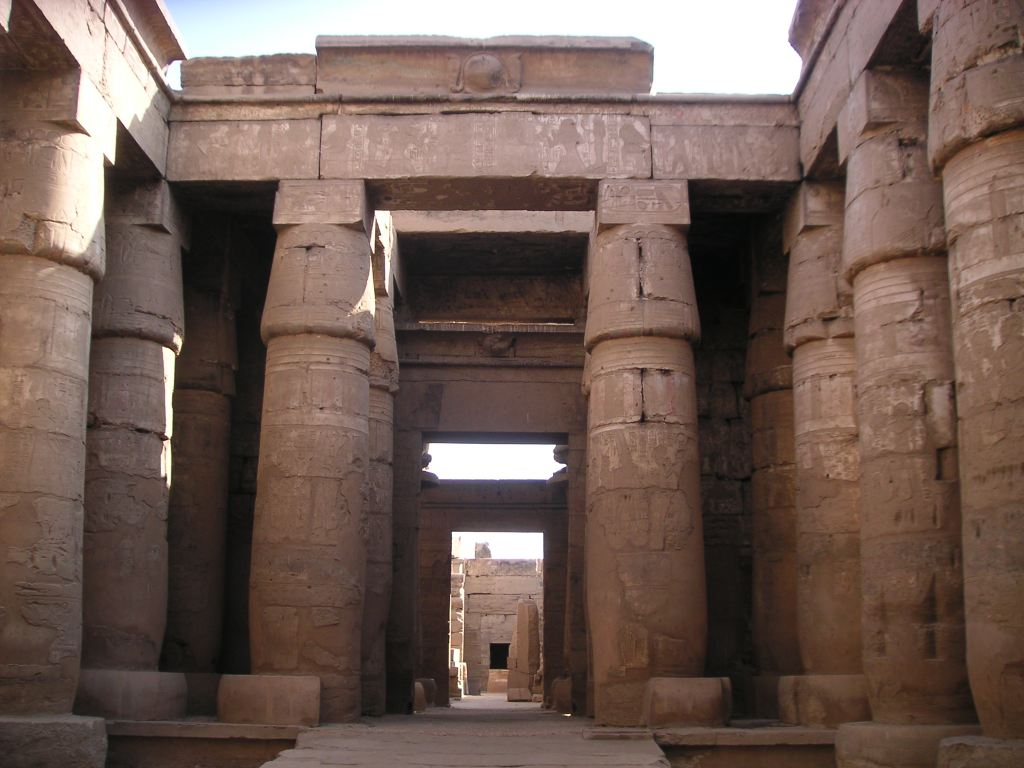
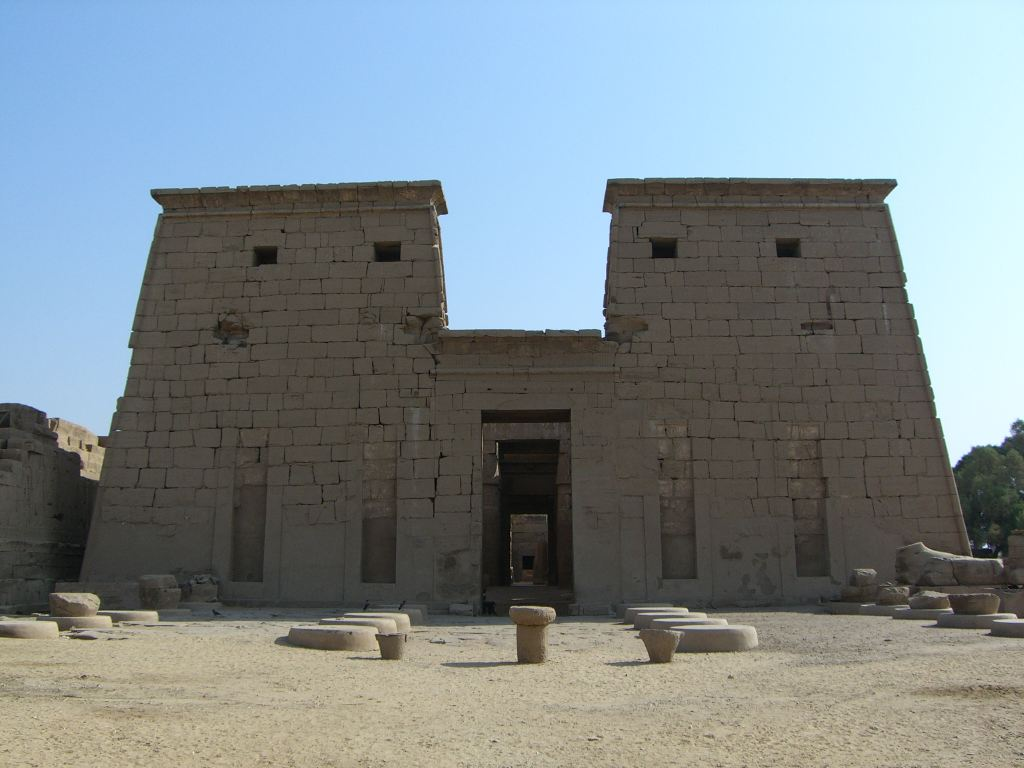
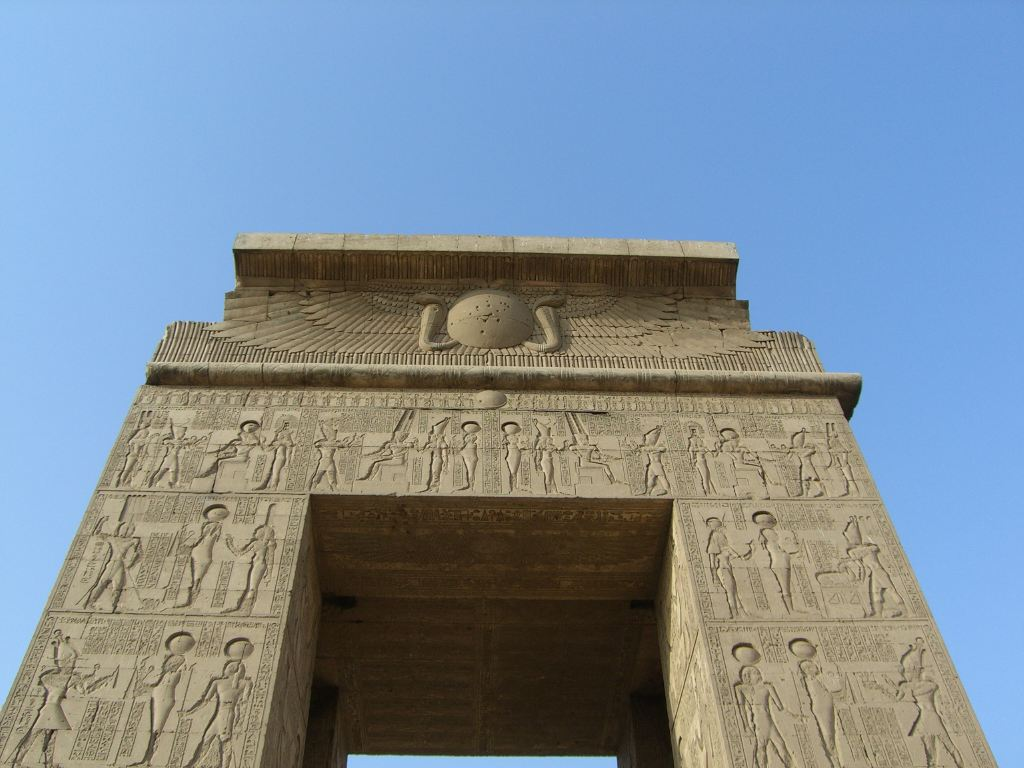
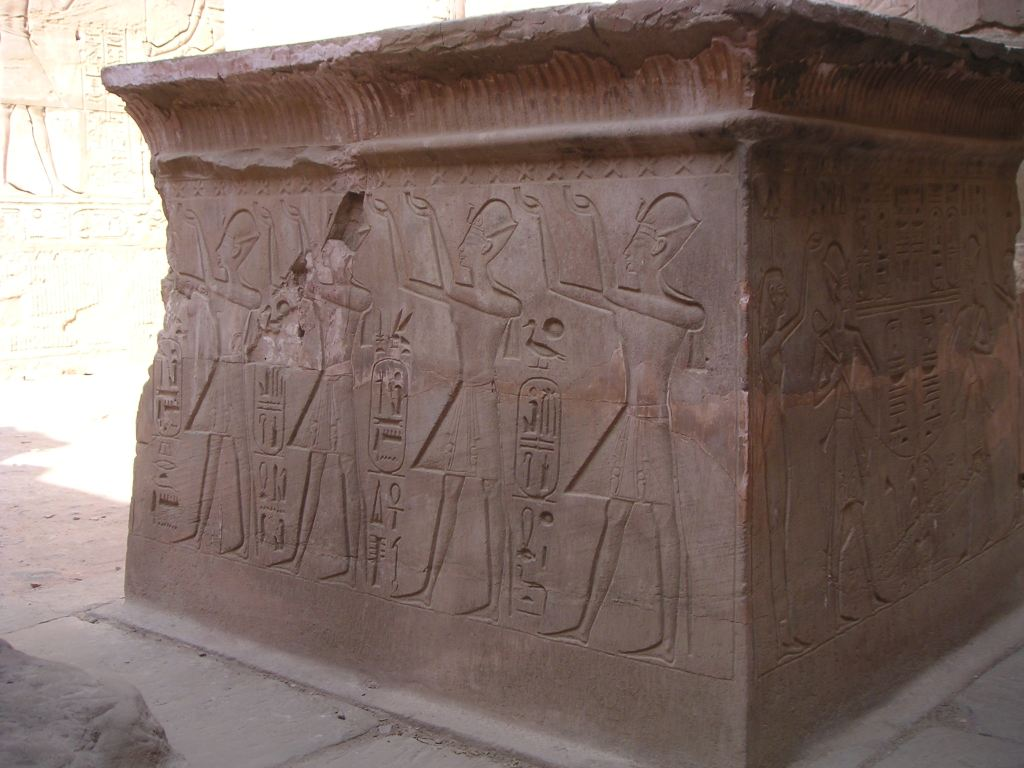
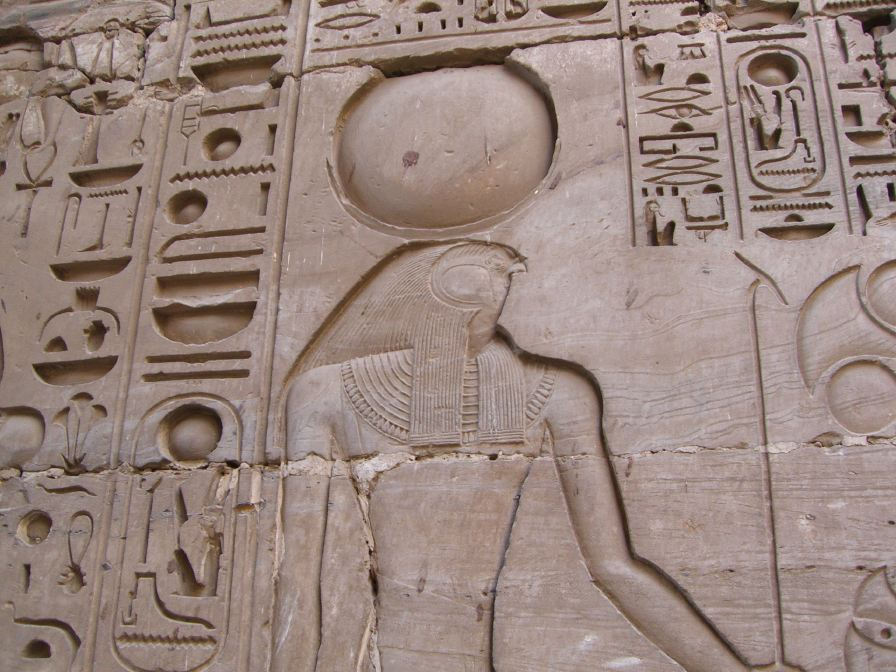
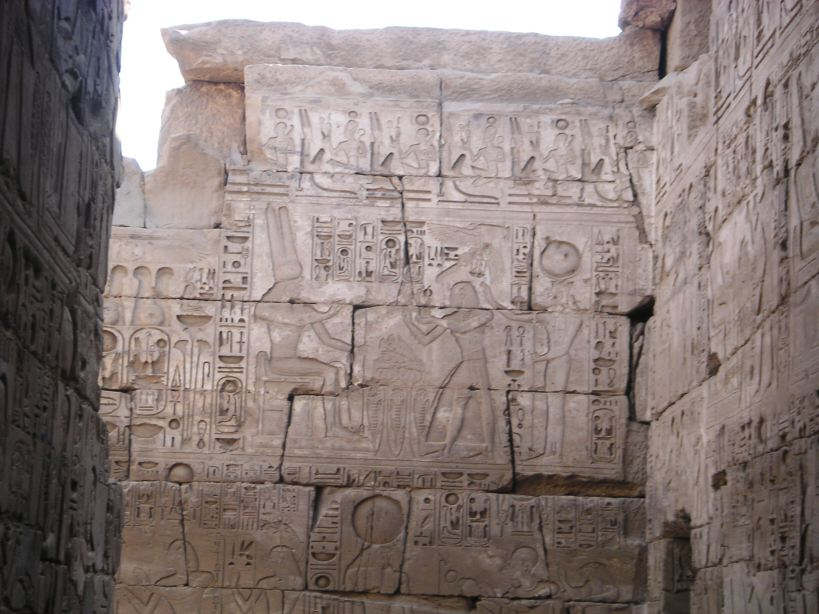
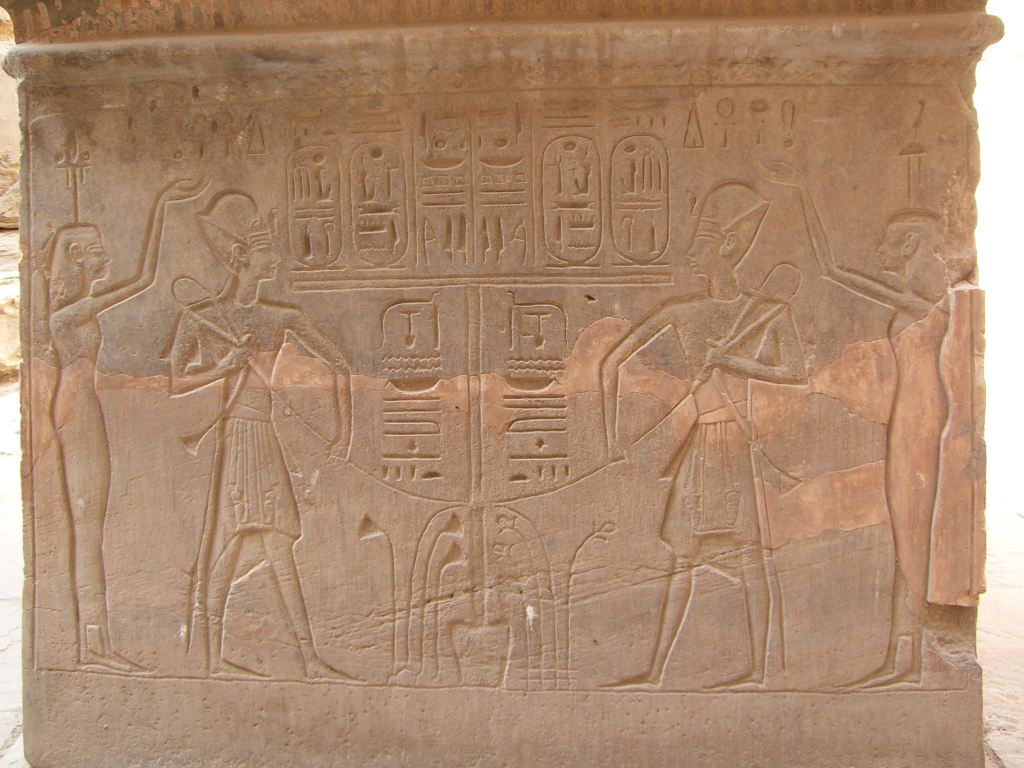
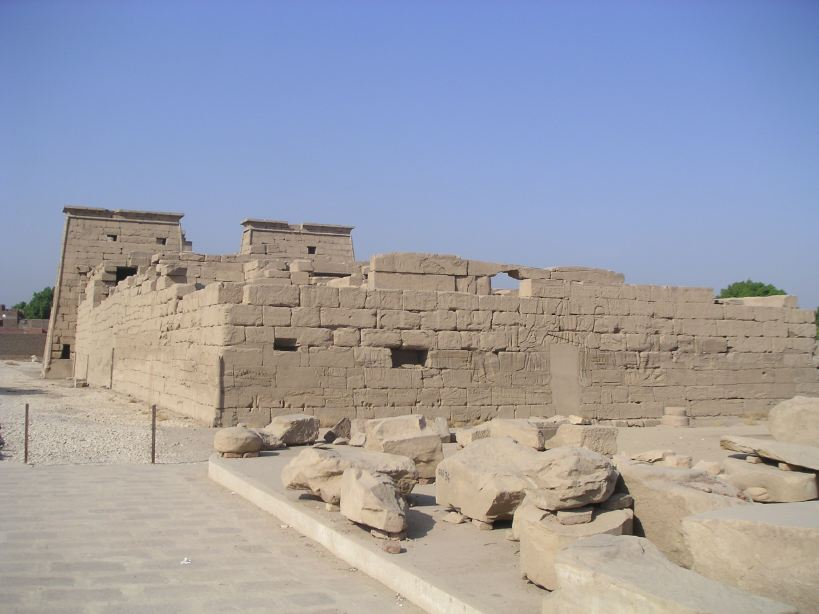
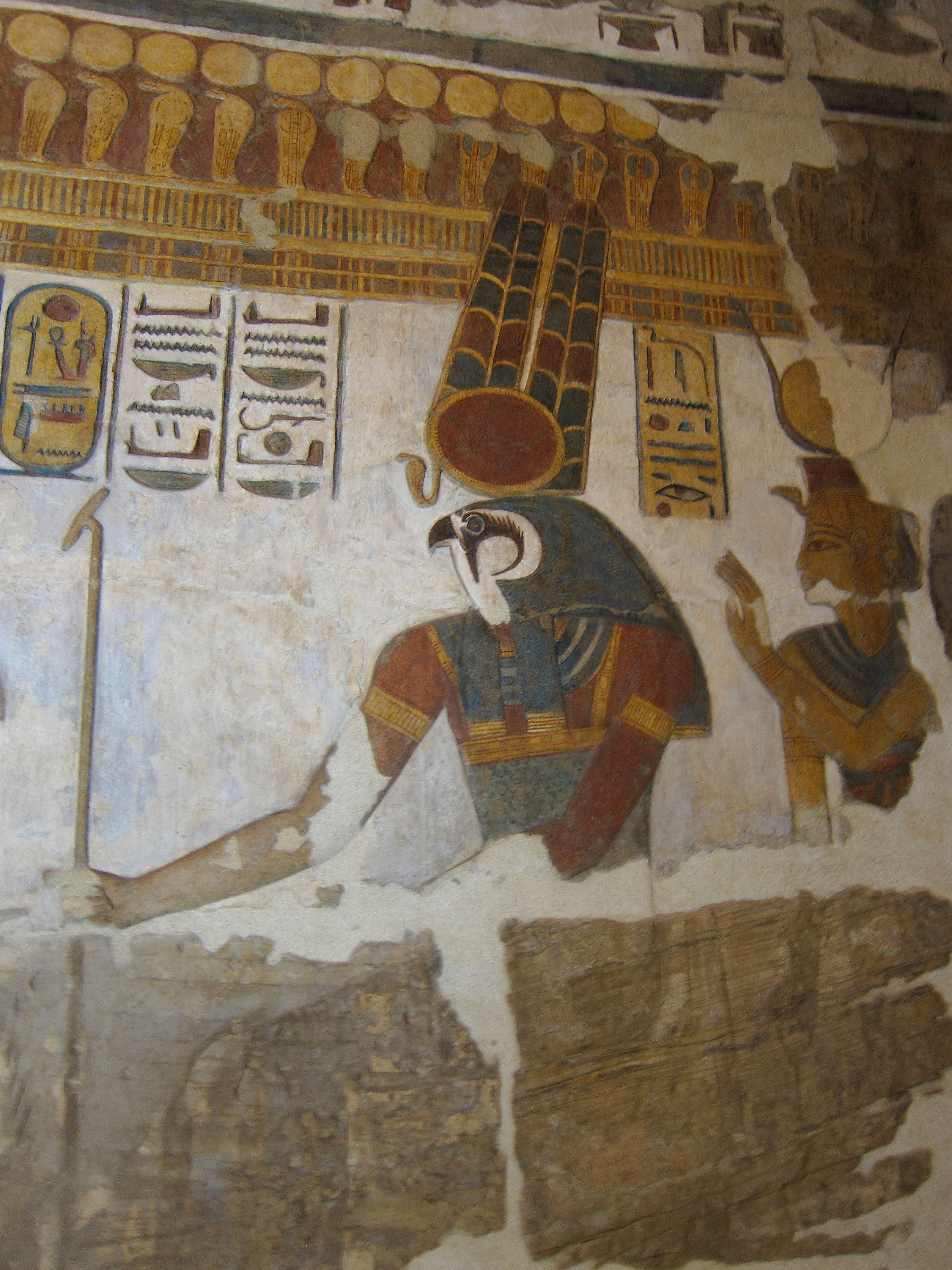